# Palaeovespa florrissantia
Palaeovespa florrissantia är en getingart som beskrevs av Cockerell 1906. Palaeovespa florrissantia ingår i släktet Palaeovespa och familjen getingar. Inga underarter finns listade i Catalogue of Life.